# Norney
Norney – wieś w Anglii, w hrabstwie Surrey, w dystrykcie Waverley. Leży 51 km na południowy zachód od centrum Londynu.